# Weltmeisterschaften im Modernen Fünfkampf 1995
1995 fanden die Weltmeisterschaften im Modernen Fünfkampf bei den Herren und den Damen in Basel in der Schweiz statt.

## Herren

### Einzel
| Platz | Land     | Sportler          |
| ----- | -------- | ----------------- |
| 1     | Russland | Dmitri Swatkowski |
| 2     | Ungarn   | Ákos Hanzély      |
| 3     | Italien  | Cesare Toraldo    |

### Mannschaft
| Platz | Land    | Sportler                                          |
| ----- | ------- | ------------------------------------------------- |
| 1     | Ungarn  | Péter Sárfalvi Ákos Hanzély Attila Kálnoki Kis    |
| 2     | Italien | Fabio Nebuloni Cesare Toraldo Alessandro Conforto |
| 3     | Polen   | Dariusz Mejsner Maciej Czyżowicz Igor Warabida    |

### Staffel
| Platz | Land    | Sportler                                          |
| ----- | ------- | ------------------------------------------------- |
| 1     | Polen   | Maciej Czyżowicz Igor Warabida Dariusz Mejsner    |
| 2     | Schweiz | Peter Steinmann Pascal Emmenegger Philipp Wäffler |
| 3     | Mexiko  | Iván Ortega Sergio Salazar Alberto Félix          |

## Damen

### Einzel
| Platz | Land     | Sportlerin         |
| ----- | -------- | ------------------ |
| 1     | Schweden | Kerstin Danielsson |
| 2     | Belarus  | Schanna Schubenok  |
| 3     | Polen    | Dorota Idzi        |

### Mannschaft
| Platz | Land     | Sportlerinnen                               |
| ----- | -------- | ------------------------------------------- |
| 1     | Polen    | Dorota Idzi Anna Sulima Iwona Kowalewska    |
| 2     | Ungarn   | Czilla Füri Emese Köblö Eszter Hortobágyi   |
| 3     | Dänemark | Pernille Svarre Nina Andersen Eva Fjellerup |

### Staffel
| Platz | Land     | Sportlerinnen                                    |
| ----- | -------- | ------------------------------------------------ |
| 1     | Polen    | Dorota Idzi Iwona Kowalewska Edyta Małoszyc      |
| 2     | Italien  | Fabiana Fares Emanuela Gabella Barbara Boccolari |
| 3     | Dänemark | Eva Fjellerup Pernille Svarre Nina Andersen      |

## Medaillenspiegel
| Platz | Land     | Goldmedaille | Silbermedaille | Bronzemedaille |
| 1     | Polen    | 3            | –              | 2              |
| 2     | Ungarn   | 1            | 2              | –              |
| 3     | Schweden | 1            | –              | –              |
| 4     | Russland | 1            | –              | –              |
| 5     | Italien  | –            | 2              | 1              |
| 6     | Schweiz  | –            | 1              | –              |
| 6     | Belarus  | –            | 1              | –              |
| 8     | Dänemark | –            | –              | 2              |
| 9     | Mexiko   | –            | –              | 1              |